# Carlos Miele
Carlos Miele (...) è uno stilista brasiliano.
Le sue etichette vendono in oltre 30 paesi al mondo.
È specializzato in collezioni ready-to-wear da donna. Ha fondato la sua etichetta, Carlos Miele, nel 2002, e una seconda etichetta, Miele, nel 2006. Carlos Miele ha sede a San Paolo in Brasile.